# Štěpán de Castellione Dumbarum
Svatý Štěpán de Castellione Dumbarum (též Štěpán de Châtillon, 1149, Châtillon-des-Dombes, Francie – 1208, Die, Francie) byl francouzský kartuziánský mnich, později biskup v Die. Katolickou církví je uctíván jako světec a jeho liturgická památka připadá na 7. září.

## Život
Pocházel z Châtillon-des-Dombes ve Francii a v mládí se stal členem kartuziánského řádu v kartouze Portes-en-Bugey. Zde se stal převorem. Tehdy se projevil jeho dar uzdravování. Přijal úřad biskupa v Die, ale nadále si uchoval strohý kartuziánský způsob života, byť již mimo kartouzu. Zemřel v roce 1208. Jelikož se šířily zvěsti, že zázraky na jeho přímluvu pokračují i po jeho smrti, stal se jeho hrob záhy cílem poutí. Ještě ve 13. století bylo jednáno o uznání jeho kultu.
Roku 1557 byl jeho hrob otevřen a tělo shledáno neporušené. Již v roce 1561 však byly jeho ostatky znesvěceny hugenoty.